# Habronestes dickmani
Habronestes dickmani là một loài nhện trong họ Zodariidae.
Loài này thuộc chi Habronestes. Habronestes dickmani được Barbara C. Baehr miêu tả năm 2008.